# Témiscouata (ancienne circonscription fédérale)
Pour les articles homonymes, voir Témiscouata (homonymie).
Témiscouata (aussi connue sous le nom de Rivière-du-Loup—Témiscouata) fut une circonscription électorale fédérale de la région du Bas-Saint-Laurent au Québec. Elle fut représentée de 1867 à 1979.

## Historique
C'est l'Acte de l'Amérique du Nord britannique de 1867 qui créa ce qui fut appelé le district électoral de Témiscouata. La circonscription fut renommée Rivière-du-Loup—Témiscouata en 1959. Abolie en 1966, elle fut redivisée parmi les circonscriptions de Kamouraska et la nouvelle circonscription de Témiscouata.
Témiscouata redevint Rivière-du-Loup—Témiscouata en 1972, avant d'être abolie et son territoire distribué parmi les circonscriptions de Kamouraska—Rivière-du-Loup et Rimouski en 1976.

## Géographie
En 1966, la circonscription de Témiscouata comprenait:
- La cité de Rivière-du-Loup
- Les villes de Cabano et Trois-Pistoles
- Le comté de Rivière-du-Loup, sauf les paroisses de Notre-Dame-du-Portage et Saint-Antonin
- Des parties des comtés de Témiscouata et de Rimouski

## Députés
| Législature                                          | Années    | Député                  | Député                            | Parti                     |
| ---------------------------------------------------- | --------- | ----------------------- | --------------------------------- | ------------------------- |
| 1e                                                   | 1867–1872 |                         | Charles-Frédéric-Adolphe Bertrand | Conservateur              |
| 2e                                                   | 1872–1874 | Élie Mailloux           |                                   | Conservateur              |
| 3e                                                   | 1874–1878 |                         | Jean-Baptiste Pouliot             | Libéral                   |
| 4e                                                   | 1878–1882 |                         | Paul-Étienne Grandbois            | Conservateur              |
| 5e                                                   | 1882–1887 |                         | Paul-Étienne Grandbois            | Conservateur              |
| 6e                                                   | 1887–1891 |                         | Paul-Étienne Grandbois            | Conservateur              |
| 7e                                                   | 1891–1896 |                         | Paul-Étienne Grandbois            | Conservateur              |
| 8e                                                   | 1896–1897 |                         | Charles-Eugène Pouliot            | Libéral                   |
| 8e                                                   | 1897–1900 | Charles Arthur Gauvreau |                                   | Libéral                   |
| 9e                                                   | 1900–1904 | Charles Arthur Gauvreau |                                   | Libéral                   |
| 10e                                                  | 1904–1908 | Charles Arthur Gauvreau |                                   | Libéral                   |
| 11e                                                  | 1908–1911 | Charles Arthur Gauvreau |                                   | Libéral                   |
| 12e                                                  | 1911–1917 | Charles Arthur Gauvreau |                                   | Libéral                   |
| 13e                                                  | 1917–1921 | Charles Arthur Gauvreau |                                   | Libéral                   |
| 14e                                                  | 1921–1924 | Charles Arthur Gauvreau |                                   | Libéral                   |
| 14e                                                  | 1924–1925 | Jean-François Pouliot   |                                   | Libéral                   |
| 15e                                                  | 1925–1926 | Jean-François Pouliot   |                                   | Libéral                   |
| 16e                                                  | 1926–1930 | Jean-François Pouliot   |                                   | Libéral                   |
| 17e                                                  | 1930–1935 | Jean-François Pouliot   |                                   | Libéral                   |
| 18e                                                  | 1935–1940 | Jean-François Pouliot   |                                   | Libéral                   |
| 19e                                                  | 1940–1944 | Jean-François Pouliot   |                                   | Libéral                   |
| 19e                                                  | 1944–1945 | Jean-François Pouliot   |                                   | Libéral–indépendant       |
| 20e                                                  | 1945–1949 | Jean-François Pouliot   |                                   | Libéral–indépendant       |
| 21e                                                  | 1949–1953 | Jean-François Pouliot   |                                   | Libéral                   |
| 22e                                                  | 1953–1955 | Jean-François Pouliot   |                                   | Libéral                   |
| 22e                                                  | 1955–1957 | Jean-Paul Saint-Laurent |                                   | Libéral                   |
| 23e                                                  | 1957–1958 | Jean-Paul Saint-Laurent |                                   | Libéral                   |
| Rivière-du-Loup—Témiscouata                          |           |                         |                                   |                           |
| 24e                                                  | 1958–1962 |                         | Antoine Fréchette                 | Progressiste-conservateur |
| 25e                                                  | 1962–1963 |                         | Philippe Gagnon                   | Crédit social             |
| 26e                                                  | 1963–1965 |                         | Rosaire Gendron                   | Libéral                   |
| 27e                                                  | 1965–1968 |                         | Rosaire Gendron                   | Libéral                   |
| Témiscouata                                          |           |                         |                                   |                           |
| 28e                                                  | 1968–1972 |                         | Rosaire Gendron                   | Libéral                   |
| Rivière-du-Loup—Témiscouata                          |           |                         |                                   |                           |
| 29e                                                  | 1972–1974 |                         | Rosaire Gendron                   | Libéral                   |
| 30e                                                  | 1974–1979 |                         | Rosaire Gendron                   | Libéral                   |
| Dissoute dans Kamouraska—Rivière-du-Loup et Rimouski |           |                         |                                   |                           |